# San Luis (República Dominicana)
San Luis é um município da República Dominicana pertencente à província de Santo Domingo.
A sua população estimada em 2012 era de 301 062 habitantes.